# Raphitoma leufroyi
Raphitoma leufroyi är en snäckart som först beskrevs av Gaspard Louis André Michaud 1828.  Raphitoma leufroyi ingår i släktet Raphitoma, och familjen kägelsnäckor. Arten har ej påträffats i Sverige.